# Eurystyles standleyi
Eurystyles standleyi är en orkidéart som beskrevs av Oakes Ames. Eurystyles standleyi ingår i släktet Eurystyles och familjen orkidéer.
Artens utbredningsområde är Costa Rica. Inga underarter finns listade i Catalogue of Life.